# 磷光体

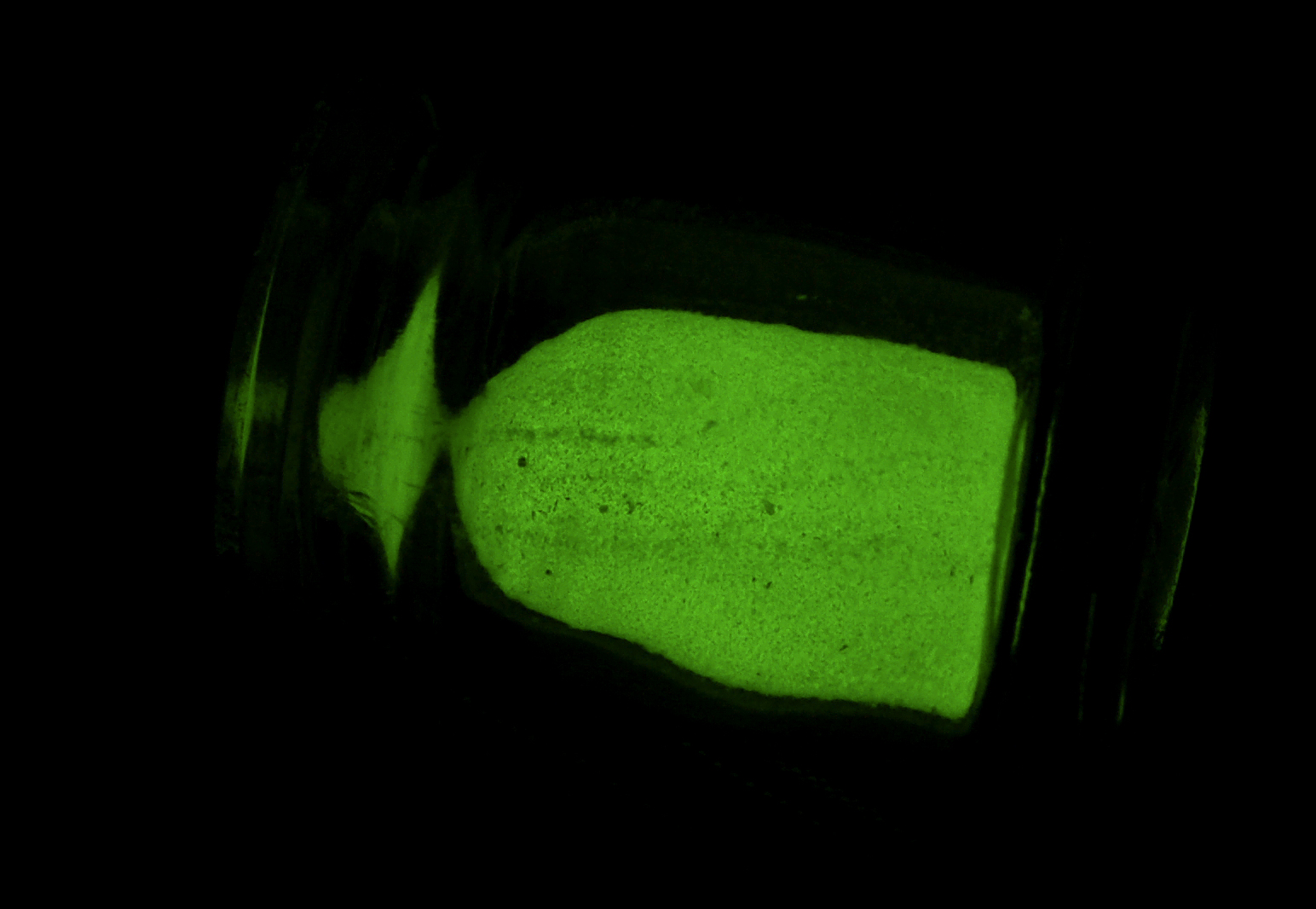
磷光示例

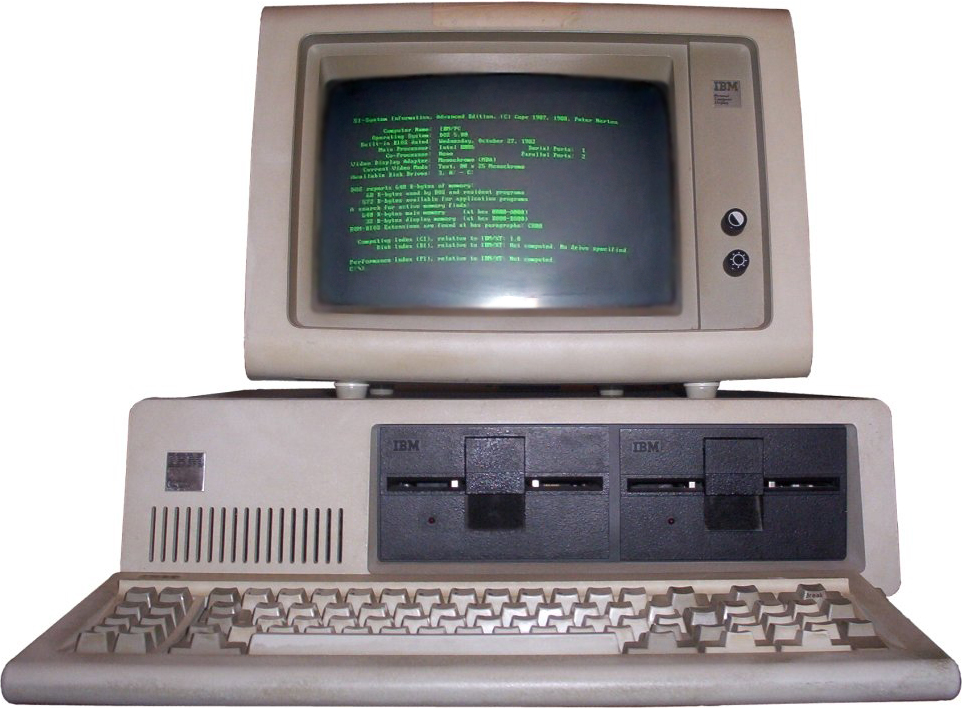
单色监视器

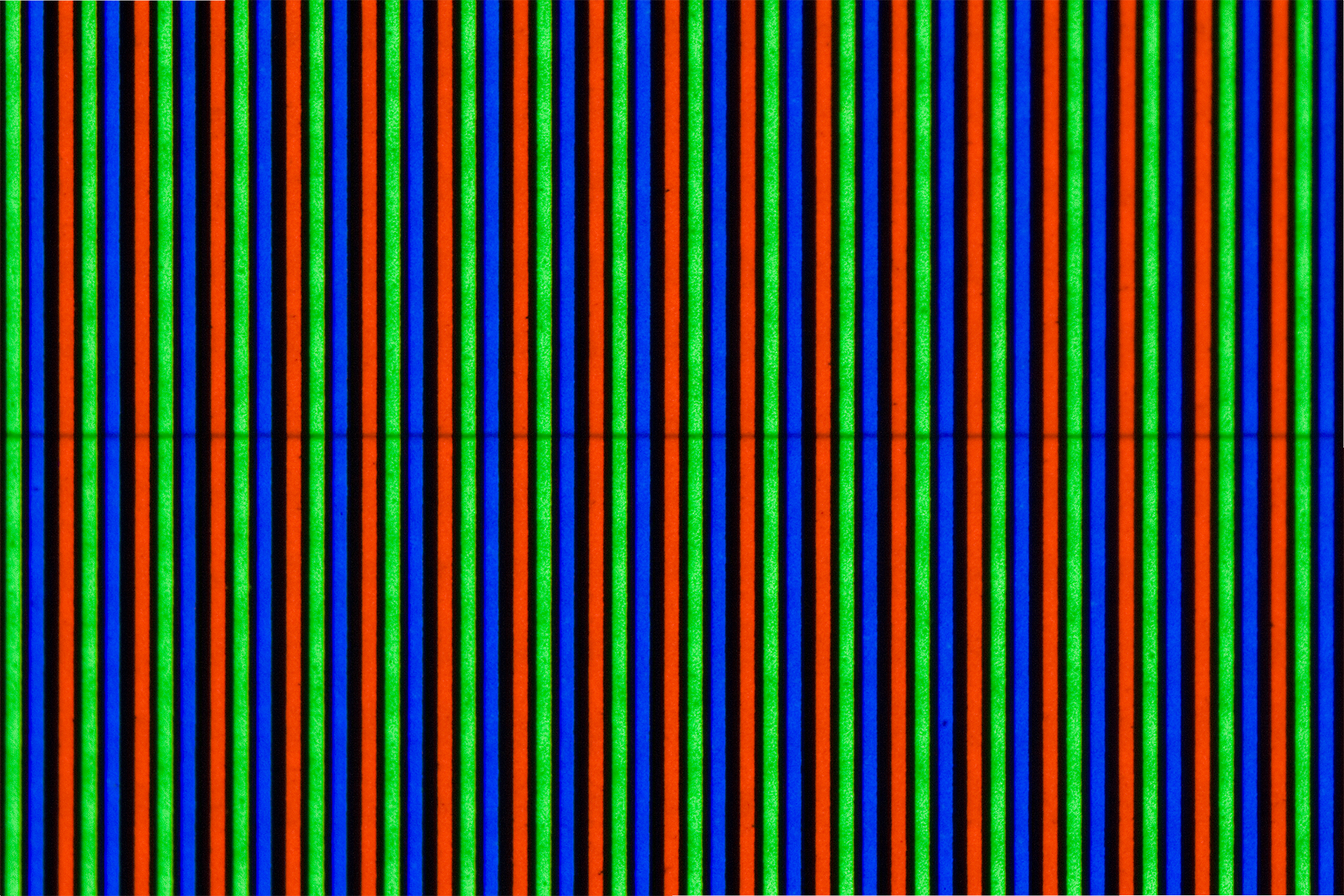
条栅状阴极射线管磷光体

磷光体（英語：Phosphor）是产生冷发光现象的物质。包括缓慢亮度衰减（大于1毫秒）的磷光材料和发射衰减在几十纳秒之内的荧光材料。磷光体通常包含各种类型的过渡金属或稀土化合物。磷光材料常用于雷达屏幕和夜光材料，而螢光材料则常用于CRT和等离子显示器、荧光灯、传感器以及白色LED中。CRT荧光粉是在第二次世界大战前后开始标准化的，以字母“P”和一个数字来表示。
磷光体通常由适宜的主体材料和添加的痕量活化剂的掺杂剂杂质所制成。最知名的类型是铜活化的硫化锌和银活化的硫化锌（硫化锌银）。在极少数情况下，位错或其他晶体缺陷同样能够起到杂质的作用。主体材料通常是氧化物，氮化物、氮氧化物、硫化物、硒化物、卤化物或锌、镉、锰、铝、硅以及各种稀土金属。 活化剂延长了发射时间（后辉），而反之可使用其他材料（例如镍）淬灭后辉并缩短磷光体的发射特性的衰减部分。
用于荧光灯的磷光体需要多步生产过程，其细节会因特定的磷光体而异。散装材料必须通过研磨获得所需的粒度范围，因为大颗粒会产生劣质的灯涂层，而小颗粒产生的光会变小且降解变快。 在磷光体的烧制过程中，必须控制工艺条件以防止磷光体活化剂氧化或受到工艺容器的污染。在经过研磨后可洗涤磷光体去除少量过量的活化剂元素。在处理过程中，不允许挥发性元素逸出。灯管制造商通过更改磷光体的成分来消除曾经使用的某些有毒元素，例如铍、镉或铊。
磷光体常用的参数是最大发射强度的波长（以纳米为单位）、峰宽（以50%强度的纳米为单位）以及衰减时间（以秒为单位）。发射中心发出的波长取决于原子本身及其周围的晶体结构。
许多磷光体倾向于通过数种机理来逐渐降低效率。例如使活化剂发生价态变化（通常是氧化）、晶格降解、通过材料扩散活化剂原子、磷光体表面与环境发生化学反应以及或聚积
一层吸收层来吸收激发能量或辐射能量等。
磷是一种化学元素，因其发光行为而命名，但它是通过化学发光而不是磷光发光的，所以磷不是磷光体。